# Kořenští z Terešova
Kořenští z Terešova (též Korzenští z Terešova nebo v německém tvaru Korzensky von Teressau) byli stará česká vladycká rodina, která později povýšila do hraběcího stavu. Pocházejí z Terešova na Plzeňsku.

## Historie
Petr z Terešova roku 1411 získal od kláštera v Plasech, Kaceřov a Olešnou, později k rodovému majetku připojili i Radyni.
Rozdělili se na dvě větve, první držela Neznašov, podle kterého si zvolila název, měli v držení i Radomilice, Sedlec a Lažany. Druhá linie držela Vlhlavy, Sedlo, Komařice, Ostrolovský Újezd a Zborov. Jméno odvodili od prvního statku.
Mezi českou šlechtu se prosadili až v 17. století. Jozue Kořenský z Terešova se stal zemským soudcem, v mládí bojoval proti Turkům, poté působil jako pardubický hejtman, purkrabí Hradeckého kraje či vrchní regent císařských panství. Koupil tu Liderice, Meziříč a Hlinice. Zemřel roku 1653. Jeho syn Václav František působil jako hejtman Bechyňského kraje a císařský rada. Roku 1676 povýšil do panského stavu. Jeho syn Jan získal v roce 1705 titul hraběcí.
Rudolf Josef († po 1739) byl skutečný císařský komorník, rada nad apelacemi a především před korunovací Karla VI. na českého krále v roce 1723 získal dědičný dvorský úřad korouhevníka stavu panského Českého království. Pracoval v české dvorské kanceláři, v polovině 30. let 18. století tam byl jmenován vicekancléřem. Oženil se s Josefou Marií z Fünfkirchenu.
Část rodiny žila na Moravě, kde příslušníci rodu zastávali různé pozice. Rudolf Josef vykonával funkci prezidenta nejvyššího soudu, Rudolf byl kanovníkem.[kde?]
V 18. století rod vymřel.

## Erb
Ve zlatém štítě stojí černý kohout s červeným hřebínkem na pravé noze, levou končetinu má zdviženou. Po povýšení se ve znaku objevil korunní říšský orel.

## Příbuzenstvo
Spojili se s Hrobčickými z Hrobčic, Voračickými z Paběnic, Sekerky ze Sedčic, Fünfkircheny, pány z Lisova, z Vlčovic či z Hřebene.